# Spirit: Indomable
Spirit: Indomable (originalment en anglès, Spirit Untamed) és una pel·lícula estatunidenca d'aventures animada per ordinador del 2021, produïda per DreamWorks Animation i distribuïda per Universal Pictures. La pel·lícula està dirigida per Elaine Bogan i codirigida per Ennio Torresan Jr., en els seus debuts com a directors, a partir d'un guió escrit per Aury Wallington i Kristin Hahn. És el segon llançament cinematogràfic de la franquícia Spirit, i alhora un esqueix i una seqüela/reinterpretació de l'animació tradicional Spirit: El cavall indomable (2002). Es basa lliurement en els personatges la sèrie derivada Spirit, cavalcant en llibertat, desenvolupada per Wallington. És el primer llançament cinematogràfic de la franquícia Spirit que no ha estat produït per Mireille Soria i Jeffrey Katzenberg.
És protagonitzada per Isabela Merced, Jake Gyllenhaal, Marsai Martin, Mckenna Grace, Julianne Moore, Walton Goggins i Andre Braugher, i segueix la vida d'una noia anomenada Fortuna "Lucky" Prescott que es trasllada a la petita comunitat rural de Miradero, on coneix el cavall salvatge que anomena "Spirit" i immediatament comença a vincular-se amb ell. Es va anunciar que la pel·lícula estaria produint-se l'octubre de 2019 i es va fer de manera remota durant la pandèmia de la COVID-19. La pel·lícula estava dedicada a la memòria de Kelly Asbury, la codirectora de la pel·lícula Spirit original, que va morir el 26 de juny de 2020.
Spirit: Indomable es va estrenar als Estats Units el 4 de juny de 2021, mentre que el doblatge en català es va estrenar als cinemes el 25 de juny. La pel·lícula va rebre comentaris diversos de la crítica, que la consideraven inferior a l'original i innecessària. La pel·lícula va ser un fracàs de taquilla després d'haver recaptat 42 milions de dòlars a tot el món amb un pressupost de 30 milions de dòlars.